# Indian Springs (Kalifornia)
Indian Springs – obszar niemunicypalny w Mendocino County, w Kalifornii (Stany Zjednoczone), na wysokości 365 m.